# Esturgeon jaune
Acipenser fulvescens
Espèce
Statut de conservation UICN

 LC  : Préoccupation mineure
Statut CITES
L'esturgeon jaune (Acipenser fulvescens) est un esturgeon habitant la côte est nord-américaine.

## Description
L'esturgeon jaune est un des plus grands poissons d'eau douce et un de ceux ayant la vie la plus longue. L'esturgeon jaune peut vivre jusqu'à 100 ans et même davantage[réf. nécessaire]. Il se reproduit pour la première fois entre 12 et 20 ans. Ensuite il va se reproduire tous les 2 ou 4 ans en remontant les cours d'eau jusqu'à une frayère propice, normalement sur un fond de gravier dans les eaux rapides d'une rivière. Beaucoup de populations sont sérieusement menacées. Par exemple sa pêche est maintenant interdite en Ontario. Au Québec ce poisson est encore pêché commercialement dans le fleuve Saint-Laurent. C'est un poisson convoité par les pêcheurs à la ligne pour le combat intense qu'il offre et les sauts hors de l'eau. Aux États-Unis il existe une pêche très restrictive au harpon.

## Mode de vie
L'esturgeon se nourrit d'organismes vivant sur le fond. Les gastéropodes constituent souvent une partie importante de son alimentation. Il consomme également des insectes, des crustacés et des poissons. Comme beaucoup d'autres esturgeons, l'esturgeon jaune est reconnu pour ses sauts spectaculaires en dehors de l'eau sans raison apparente. Longtemps interprété comme une manœuvre pour se débarrasser des parasites ce serait en fait un mode de communication pour indiquer les aires d'alimentation.

## Longévité
Il fait partie des espèces que caractérise leur sénescence négligeable ; l'esturgeon jaune peut ainsi atteindre l'âge de 152 ans. L'espèce ne présente pas de signes de sénescence reproductive : un spécimen capturé au Canada âgé de 150 ans était plein d’œufs.

## Habitat
L'esturgeon jaune vit dans les eaux douces et même parfois saumâtres des grands cours d'eau et des lacs des bassins du Saint-Laurent, du Mississippi et de la baie d'Hudson.